# Апостол, Ядвига
Ядви́га Апо́стол, в замужестве — Апо́стол-Станише́вская (пол. Jadwiga Apostoł, Jadwiga Apostoł-Staniszewska, 22 декабря 1913 года, Новы-Тарг, Австро-Венгрия — 2 февраля 1990 года, Новы-Тарг, Польша) — польская писательница, педагог, участница движения сопротивления в годы Второй мировой войны, одна из основателей польской подпольной организации «Татранская конфедерация» .

## Биография
Родилась 22 декабря 1913 года в городе Новы-Тарг в семье органиста и хормейстера Винценты Апостола и Маргариты, урождённой Чубернат.
В 1932 году окончила педагогическое училище, после чего работала учительнице в начальной школе в Новогрудке.
В 1939 году после присоединения Западной Белоруссии в состав СССР возвратилась в Новы-Тарг. Вместе с семьёй помогала перебираться польским офицерам через границу в Словакию и Венгрию.
В мае 1941 года вместе с Августином Суским и Тадеушем Попеком основала подпольную организацию «Татранская конфедерация», которая противодействовала германской акции «Гораленфольк». Была исполнительным секретарём организации и отвечала за организационные и административные вопросы. Занималась в своём доме изданием подпольных газет «Na Placówce» и «Der Freie Deutsche». В январе — феврале 1942 года деятельность «Татранской конфедерации» была раскрыта гестапо. Большинство руководителей организации было арестовано. Ядвиге Апостол удалось избежать ареста. Скрывалась в различных деревнях в окрестностях города Мысленице. Была арестована по доносу местного провокатора вместе с Тадеушем Попеком 22 августа 1942 года и отправлена в отделение гестапо, которое находилось в отеле «Palace» в Закопане. Подвергалась пыткам в заключении в течение трёх месяцев, после чего в ноябре 1942 года была переведена в концентрационный лагерь Освенцим (№ 26273). 18 января 1945 года была перемещена в концентрационный лагерь Мальхов около Равенсбрюка. При очередном перемещении в Лейпциг ей удалось сбежать.
После окончания войны возвратилась в Новы-Тарг. В 1949 году была арестована по указу Министерства общественной безопасности по обвинению в заговоре против Польской Народной Республики. Была осуждена на пять лет лишения свободы, но вскоре была освобождена из заключения после объявления амнистии. Освободившись из тюрьмы, возвратилась в Новы-Тарг, но из-за давления местных властей была вынуждена переселиться в Щецин, где проживала большую часть своей дальнейшей жизни. В Щецине, работая секретарём, написала несколько автобиографических сочинений. В 1964 году вышла замуж за Людвига Станишевского. После смерти мужа в 1985 году возвратилась в Новы-Тарг, где скончалась 2 февраля 1990 года.

## Сочинения
- Echa okupacyjnych lat , Ludowa Spółdzielnia Wydawnicza, Warsaw, 1970
- Nim zbudził się dzień, Ludowa Spółdzielnia Wydawnicza, Warsaw, 1979, ISBN 83-205-3159-4